# ينغجة (أوجان الشرقي)
ینغجة (بالفارسية: ینگجه) هي منطقة سكنية تقع في إيران في قسم أوجان الشرقي الريفي. يقدر عدد سكانها بـ 96 نسمة .